# Richard Marsh (surf)
Ne doit pas être confondu avec Richard Marsh.
Pour les articles homonymes, voir Marsh.
Richard Marsh est un surfeur australien né en 1967 à Cronulla. Il remporte 2 étapes du World Championship Tour durant sa carrière, le Yoplait Pro en 1992 et le quicksilver pro en 1995. Il entre alors dans le top 10 en 1996. En 1999 il prendra sa retraite du surf en compétition et ouvre le surf shop 'Triple Bull' ainsi qu'une école de surf à Cronulla. 
En 2007 il déménage en France dans le Sud Ouest suivi de sa femme et ses trois enfants. 
C'est alors que commença sa carrière d'entraîneur. Travaillant pour plusieurs athlètes RedBull dans un premier temps puis il devient team development manager chez Billabong. 
En travaillant avec des athlètes comme Joel Parkinson, Leonardo Fioravanti, Connor O'Leary, Frederico Morais, Ryan Callinan, Grabriela Bryan, Kauli Vaast, Justin Becret et d'autres. 
A ce jour il travaille à son propre compte et aime énormément son metier, c'est un passionné. 